# Екологічна теологія
Екологічна теологія (екотеологія англ. Ecotheology) — система  богословських поглядів, що розглядають взаємини  релігії і  природи, що намагаються пов'язати ідею Бога з ідеєю  охорони природи.
Релігійні міфи, символи та образи для багатьох людей є головним засобом при визначенні  добра і  зла, при мотивуванні тих чи інших вчинків, вирішенні особистих і суспільних проблем. Релігія і  церкви вважаються одними з основних інститутів, які формують громадську думку. Релігійні переконання є дієвою мотивацією для активної участі в програмах, спрямованих на охорону природи. Лінн Уайт-мол. вважає, що для вирішення  екологічних проблем  людству необхідно або створення нової релігії, або перегляд старих. Так як коріння наших бід, на її думку, багато в чому релігійні, то і засіб від з позбавлення теж по суті має бути релігійним, незалежно від того, як воно називатиметься. Тому так важливий розвиток вчення про екологічні істини (екологічна теологія), закладених у різних релігіях. Останнім часом значний розвиток отримали  християнська,  буддійська, ісламська екологічні теології.

## Ресурси Інтернету
- Екологічна теологія
- Екологічна теологія. Особливості
- MarvelBelieveCare.org provides free online educational materials about the Bible and caring for God's creation
- ARC — Alliance of Religions and Conservation (Bath UK) [Архівовано 27 липня 2013 у Wayback Machine.]
- CCC — Catholic Conservation Center (Wading River NY US)
- CofDE — Church of Deep Ecology (Minneapolis MN USA) [Архівовано 23 лютого 2010 у Wayback Machine.]
- COEJL — Coalition on the Environment and Jewish Life (NYC US) [Архівовано 11 листопада 2007 у Wayback Machine.]
- CRLE — Center for Respect of Life and Environment (Washington DC US) [Архівовано 8 серпня 2013 у Wayback Machine.]
- EEN — Evangelical Environmental Network (Suwanee Ga US) [Архівовано 6 серпня 2013 у Wayback Machine.]
- EJP — Environmental Justice Program (USCCB (U.S. Conference of Catholic Bishops) SDWP, Washington DC US) [Архівовано 6 серпня 2011 у Wayback Machine.]
- The Forum on Religion and Ecology (Harvard University, Cambridge Ma US)
- ISSRNC — International Society for the Study of Religion, Nature, and Culture (Dept. of Religion, Univ. of Florida, Gainesville FL US)
- NCC — Eco-Justice Program (Natl Council of Churches of Christ, Washington DC US) [Архівовано 25 червня 2013 у Wayback Machine.]
- NRPE — National Religious Partnership for the Environment (Amherst Ma US) [Архівовано 23 липня 2013 у Wayback Machine.]
- Web of Creation (Lutheran School of Theology, Chicago IL US) [Архівовано 18 лютого 2010 у Wayback Machine.]
- Christians' Ecological Responsibility [Архівовано 26 листопада 2013 у Wayback Machine.]
- The Ecotheology of Annie Dillard [Архівовано 18 квітня 2012 у Wayback Machine.] Annie Dillard -
- The rise of ecotheology [Архівовано 9 вересня 2019 у Wayback Machine.]
- Ecotheology: The Journal of Religion, Nature and the Environment [Архівовано 23 жовтня 2012 у Wayback Machine.]
- Category List — Religion-Online.org «Ecology/Environment»